# 宝兴栒子
宝兴栒子（学名：Cotoneaster moupinensis）为蔷薇科栒子属的植物，为中国的特有植物。分布于中国大陆的四川、贵州、甘肃、云南、陕西等地，生长于海拔1,700米至3,200米的地区，见于疏林边或松林下，目前尚未由人工引种栽培。

## 别名
木坪栒子（经济植物手册）